# Progress D-436
Progress D-436 je sovjetski trigredni visokoobtočni turboventilatorski reaktivni motor - turbofan, ki ga je razvil biro Ivchenko-Progress za pogon Jakovljev Jak-42 in Antonov An-72.
D-436 so razvili na podlagi Lotarev D-36, deloma tudi na podlagi Progress D-18. D-436 je imel novejši in hitreje rotirajoči ventilator, manjše emisije in nove stopnje kompresorja. Nekatere verzija imajo FADEC - elektronsko krmiljenje motorja.

## Uporaba
- Antonov An-148
- Antonov An-72/74
- Berijev Be-200
- Tupoljev Tu-334
- Jakovljev Jak-42M

## Specifikacije (D-436-T1)
- Tip: trigredni visokoobtočni turbofan
- Dolžina: 3030 mm (119 in)
- Premer: 1390 mm (55 in)
- Teža: 1450 kg (3200 lb)

- Kompresor: aksialni: 6-stopenjski nizkotlačni, 7-stopenjski visokotlačni
- Turbina: 1-stopenjska visokotlačna, 1-stopenjska srednjetlačna, 3-stopenjska nizkotlačna
- Maks. potisk: 75,02 kN (7650 kgf); (16859 funtov)
- Tlačno razmerje: 21,9 : 1
- Temperatura na vstopu v turbino: 1197 C (2186 F)
- Specifična poraba goriva: 0,608 lb/lbf*hr
- Razmerje potisk/teža: 5,6